# Alicia de Montferrato
Alicia de Montferrato (en francés: Alix; en italiano: Alasia; fallecida en Kyrenia, c. 1233) fue una noble lombarda que se convirtió en reina de Chipre por matrimonio con el rey Enrique I desde 1229 hasta su muerte.

## Biografía
Alicia era la hija del marqués Guillermo VI de Montferrato y de su esposa, Berta de Clavesana, proveniente de la región del Piamonte, en el Sacro Imperio Romano Germánico. Se desconoce la fecha de su nacimiento. Su padre era uno de los vasallos más leales del emperador Federico II Hohenstaufen, y la Casa de Montferrato estaba estrechamente relacionada con los emperadores Hohenstaufen y con reyes de Chipre de la Casa de Lusignan.
Federico escogió a Alicia para ser la esposa del joven rey Enrique I de Chipre. Este compromiso fue un signo de la reconciliación del emperador y el hermano de la novia, el marqués Bonifacio II de Montferrato. Alicia y Enrique se casaron por poderes en 1229, y ella fue escoltada a Chipre por los seguidores del emperador. Federico II se consideraba el señor feudal del Reino de Chipre pero era opuesto por la nobleza al mando de la Casa de Ibelín. Esto resultó en el comienzo de la guerra de los lombardos. Una vez en Chipre, Alicia fue coronada reina. Enrique, entonces de 12 años de edad, era demasiado joven para que el matrimonio pudiera ser consumado.

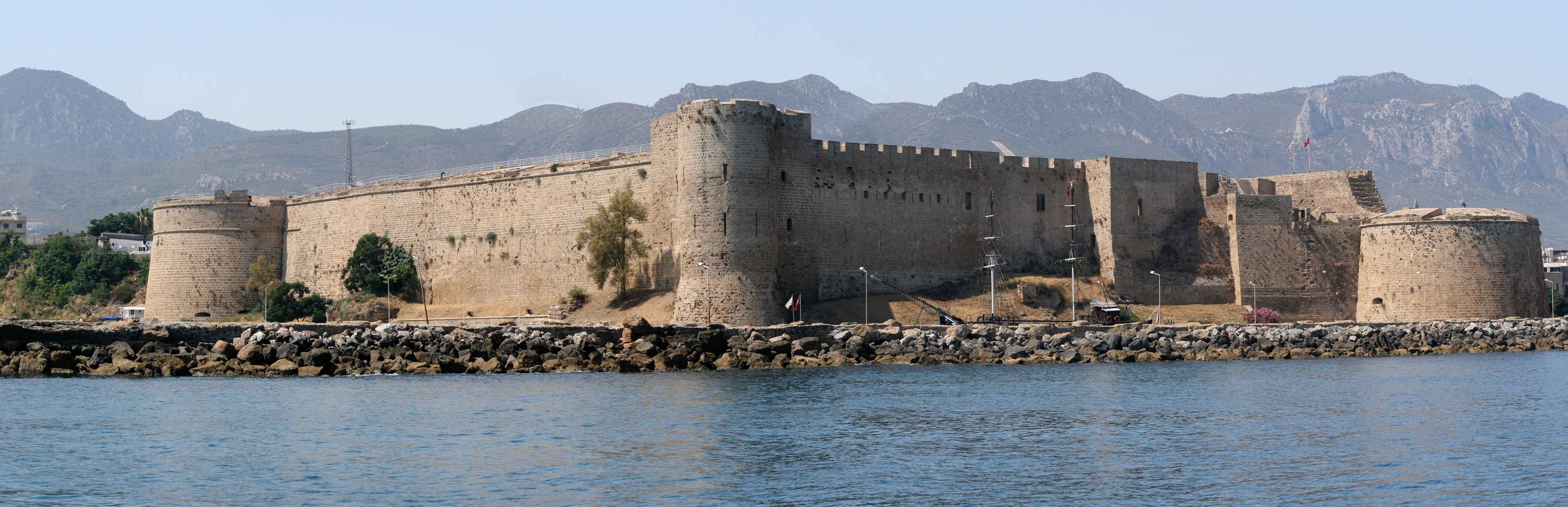
Fortaleza de Kyrenia.

Alicia se encontraba en Kyrenia junto con la facción lombarda cuando los Ibelinos comenzaron el sitio de diez meses a la fortaleza, mientras Enrique se unió a los sitiadores. Leal a la causa de Federico II, Alicia se encontraba en Kyrenia voluntariamente. Se puso enferma durante el sitio y falleció entre el año 1231 y principios del año 1232. La lucha se vio interrumpida para que su cadáver pudiera ser entregado ceremoniosamente a Enrique para darle un entierro real. Ella fue enterrada en la Catedral de Santa Sofía por el arzobispo de Nicosia, Eustorgius de Montaigu. Enrique jamás había visto a su esposa con vida, y las relaciones diplomáticas entre las casas de Montferrato y Lusignan se vieron resentidas.